# Subsidios a los combustibles fósiles

Subsidios a los combustibles fósiles per cápita en 2019. Los subsidios antes de impuestos a los combustibles fósiles per cápita se miden en dólares estadounidenses constantes.

Subsidios a los combustibles fósiles como porcentaje del PIB, 2019. Los subsidios antes de impuestos a los combustibles fósiles se dan como un porcentaje del producto interno bruto total.

Los subsidios a los combustibles fósiles o subvenciones a los combustibles fósiles es el dinero que el Estado paga a los consumidores o productores de combustibles fósiles en un país. Son un tipo de subsidios energéticos. Pueden ser exenciones fiscales sobre el consumo, como un impuesto sobre las ventas más bajo sobre el gas natural para calefacción residencial; o subsidios a la producción, como exenciones de impuestos en la exploración de petróleo. O pueden ser externalidades negativas gratuitas para el que las produce o baratas, como la contaminación del aire o el cambio climático, ambos debidos a la quema de gasolina, diésel y combustible para aviones. 
Algunos subsidios a los combustibles fósiles se otorgan a través de la generación de energía eléctrica, como los subsidios a las centrales eléctricas de carbón.
La eliminación de los subsidios a los combustibles fósiles reduciría los riesgos para la salud de la contaminación atmosférica y disminuiría las emisiones mundiales de dióxido carbono, lo que ayudaría a frenar el calentamiento mundial. Los investigadores de políticas estimaron que en 2021 se gastaba mucho más dinero en subsidios a los combustibles fósiles que en subsidios agrícolas perjudiciales para el medio ambiente o subsidios para el agua perjudiciales para el medio ambiente.
La Agencia Internacional de la Energía dice que «los altos precios de los combustibles fósiles afectan más a los pobres, pero los subsidios rara vez están bien dirigidos para proteger a los grupos vulnerables y tienden a beneficiar a los segmentos más acomodados de la población». Esto se debe, por ejemplo, a que si un carburante cuyo litro debería costar 100 unidades monetarias está subsidiado y cuesta 80, los ricos se benefician mucho más que los pobres, porque viajan más en coche y sus vehículos consumen más.
A pesar de que los países del G20 se han comprometido a eliminar gradualmente los subsidios ineficientes a los combustibles fósiles, en 2023 continúan debido a la demanda de los votantes o por seguridad energética. Los subsidios al consumo de combustibles fósiles en 2022 se han estimado mundialmente en un billón (europeoː un millón de millones) de dólares estadounidenses (̩$). Aunque varían cada año, dependiendo del precio del petróleo, ascienden siempre a centenares de miles de millones de $.

## Definición
Los subsidios a los combustibles fósiles se han descrito como «cualquier acción gubernamental que reduzca el coste de la producción de energía a partir de combustibles fósiles, aumente el precio recibido por los productores de esa energía o reduzca el precio pagado por los consumidores de esa energía». La inclusión de externalidades negativas, como los costos de salud, da como resultado un total mucho mayor. Por lo tanto, según la definición del FMI, son mucho más grandes que las definiciones de la OCDE y la Agencia Internacional de Energía (AIE).
Pueden tenerse en cuenta las subvenciones a la electricidad y a la calefacción, en función de la proporción producida por combustibles fósiles. A veces hay disputas sobre qué definición usar: por ejemplo, el gobierno del Reino Unido dijo en 2021 que usa la definición de la AIE y no subsidia los combustibles fósiles, pero otros dijeron el mismo año que bajo la definición de la OCDE sí lo hace.

## Cómputo
Los subsidios a los combustibles fósiles se pueden estimar sumando los subsidios directos del Estado, comparando los precios en un país con los precios del mercado mundial y, a veces, intentando incluir el costo del daño a la salud humana y al clima. La Agencia Internacional de la Energía estima los subsidios al consumo para 2022 en 1 billón de dólares, más que nunca.
Sin embargo, el Fondo Monetario Internacional FMI estima los subsidios totales para 2020 en 5,9 billones de dólares o el 6,8 % del PIB mundial. Esta cifra es mucho mayor porque el FMI considera que el precio que se cobra a los consumidores de estos combustibles no incluye los costes ambientales. Como el precio es inferior al que debería ser, el Estado también percibe menos impuestos al consumo (tipo IVA), que son un porcentaje del precio sin impuestos (subsidios implícitos). Así, si un carburante, sin impuestos, cuesta 100 unidades monetarias, y lleva un IVA del 20 %, pero para compensar el daño que hace debería costar 200, entonces lleva un subsidio de 120 unidades.
Según el Grupo Intergubernamental de Expertos sobre el Cambio Climático de la ONU (IPCC) en 2023, si los precios de los combustibles fósiles reflejaran su coste real, las emisiones mundiales de CO2 (que causan el efecto invernadero y, como consecuencia, el cambio climático) se reducirían el 10 % para 2030.
El Instituto Internacional para el Desarrollo Sostenible dice que los países del G7 deben publicar cada año las subvenciones que conceden a los combustibles fósiles, porque el indicador 12.c.1 de los Objetivos de Desarrollo Sostenible (ODS) es, precisamente, la cifra de estas subvenciones.

## Efectos de estos subsidios
Los subsidios al consumo reducen el precio de la energía para los consumidores finales, por ejemplo, el costo de la gasolina para los conductores de automóviles en Irán. Esto puede hacer ganar votos en las elecciones y algunos gobernantes dicen que ayuda a los ciudadanos más pobres.
El consenso entre los economistas es que los ricos obtienen el mayor beneficio absoluto de los subsidios a los combustibles fósiles. Por ejemplo las personas más pobres no suelen poseer automóviles. Pero eliminar los subsidios puede afectar a las personas pobres a través de aumentos indirectos de precios, como los precios de los alimentos, por lo que obtienen muchos beneficios en relación con sus ingresos totales. Los productores, como las compañías petroleras, dicen que aumentarles los impuestos provocaría desempleo y reduciría la seguridad energética nacional.

### Efectos en la salud
Se estima que los subsidios causan cientos de miles de muertes por contaminación del aire cada año.

### Efectos económicos
Los subsidios a los combustibles fósiles son un precio negativo del carbono y utilizan dinero del Estado que podría gastarse en otras cosas. El Fondo Monetario Internacional dice que, al alentar el uso excesivo de energía, pueden hacer que los países sean más vulnerables a la variación en los precios internacionales de la energía. Sin embargo, algunos gobiernos dicen que los subsidios son necesarios para proteger a los ciudadanos de tal variación. Según la Agencia Internacional de Energía (AIE), la eliminación gradual de los subsidios a los combustibles fósiles beneficiaría a los mercados energéticos, la mitigación del cambio climático y los presupuestos gubernamentales.

### Efectos ambientales
Los subsidios afectan el medio ambiente y eliminarlos contribuiría a cumplir los objetivos de emisiones de gases de efecto invernadero —presupuesto de carbono— (o, lo que sería incluso preferible, a quedarse por debajo) y ayudaría a limitar el cambio climático.

## Eliminación paulatina de estos subsidios
Muchos economistas recomiendan reemplazar los subsidios al consumo con pagos directos dirigidos a personas u hogares pobres. La mejor manera de utilizar el dinero ahorrado probablemente requerirá estudios específicos en cada país. Sin embargo, la eliminación de estos subsidios es políticamente difícil, porque suscita mucha oposición, a veces violenta.

## Historia
Las exenciones fiscales para la exploración de petróleo y gas existen al menos desde principios del siglo XX.

## Subsidios por combustible

### Carbón
Los subsidios al carbón en 2020 se han estimado en 1 700 millones de dólares.

### Petróleo
Los subsidios al petróleo en 2020 se han estimado en 90 000 millones de dólares.

### Gas
Los subsidios al gas natural en 2020 se han estimado en 37 000 millones de dólares.

## Subsidios por país
La Agencia Internacional de la Energía estima que los diferentes países subsidiaron el consumo de combustibles fósiles con 1 billón de dólares en 2022. En su reunión de septiembre de 2009, los países del G20 se comprometieron a «racionalizar y eliminar a medio plazo los subsidios ineficientes a los combustibles fósiles que fomentan el consumo derrochador». Muchos dicen que todos los subsidios a los combustibles fósiles son ineficientes.
En el período 2010-2020, muchos países redujeron los subsidios a la energía. Por ejemplo en julio de 2014 Ghana abolió todos los subsidios al diésel y la gasolina, mientras que en el mismo mes Egipto aumentó los precios del diésel en un 63 % como parte de una serie de reformas destinadas a eliminar los subsidios en un plazo de 5 años.
En septiembre de 2021, el Fondo Monetario Internacional (FMI) elaboró un documento de trabajo con estimaciones de los subsidios resultantes de la brecha entre lo que sería un precio eficiente de los combustibles fósiles y el precio real que paga el consumidor.«La no inclusión en los precios al consumo de los costes locales de contaminación del aire es el mayor contribuyente a los subsidios mundiales a los combustibles fósiles, representando el 42 %, seguido por los costes del calentamiento mundial (29 %), otras externalidades locales como la congestión y los accidentes de tráfico (15 %), los subsidios explícitos (8 %) y los ingresos por impuestos al consumo no percibidos (6 %)». A escala mundial, con esta metodología, el FMI estimó los subsidios a los combustibles fósiles fueron de 5,9 billones de $, lo que equivale al 6,8 % del PIB mundial en 2020. Además se espera que aumenten al 7,4 % en 2025.
La siguiente tabla muestra extractos de un estudio del FMI de 2021 para los 20 países con los mayores subsidios. También muestra el mayor componente de los subsidios explícitos (los costes de la electricidad) y de los subsidios implícitos (el carbón). Consulte estas referencias para ver los datos completos: (las cifras están en miles de millones de dólares estadounidenses de 2021).
| 2020           | Subsidios explícitos | Subsidios explícitos | Subsidios Implícitos | Subsidios Implícitos | Total    |
|                | Electricidad         | Total                | Carbón               | Total                | Total    |
| -------------- | -------------------- | -------------------- | -------------------- | -------------------- | -------- |
| China          | 13,69                | 15,73                | 1 391,78             | 2 187,50             | 2 203,23 |
| Estados Unidos | 0,00                 | 16,06                | 121,45               | 646,00               | 662,05   |
| Rusia          | 25,14                | 77,36                | 195,26               | 445,26               | 522,62   |
| India          | 8,71                 | 16,18                | 162,72               | 230,89               | 247,07   |
| Japón          | 2,74                 | 4,75                 | 57,69                | 164,80               | 169,55   |
| Arabia Saudita | 8,72                 | 53,75                | 0,00                 | 104,36               | 158,11   |
| Irán           | 26,51                | 41,72                | 4,59                 | 111,05               | 152,77   |
| Indonesia      | 5,49                 | 11,96                | 32,85                | 115,13               | 127,09   |
| Turquía        | 0,24                 | 4,11                 | 52,59                | 112,61               | 116,72   |
| Egipto         | 7,32                 | 9,69                 | 1,89                 | 95,38                | 105,07   |
| Alemania       | 0,00                 | 3,43                 | 25,50                | 68,32                | 71,75    |
| Corea del Sur  | 0,00                 | 0,58                 | 28,93                | 68,39                | 68,98    |
| Canadá         | 2,43                 | 10,34                | 3,04                 | 53,69                | 64,03    |
| Sudáfrica      | 5,62                 | 5,72                 | 30,41                | 44,84                | 50,56    |
| Kazajistán     | 4,57                 | 9,93                 | 19,11                | 37,05                | 46,98    |
| Taiwán         | 1,67                 | 2,58                 | 25,42                | 43,55                | 46,13    |
| Australia      | 2,14                 | 5,57                 | 14,85                | 38,92                | 44,49    |
| Ucrania        | 4,57                 | 7,76                 | 28,76                | 35,87                | 43,63    |
| Malasia        | 0,90                 | 3,52                 | 5,52                 | 39,50                | 43,02    |
| Brasil         | 0,00                 | 5,80                 | 4,60                 | 37,17                | 42,97    |
| total mundial  | 189,53               | 454,79               | 2 362,26             | 5 402,57             | 5 857,36 |

### Canadá
El gobierno federal canadiense ofrece subsidios para la exploración y producción de combustibles fósiles y Export Development Canada brinda regularmente financiación (más barata que los bancos, lo que equivale a una subvención) a las compañías de petróleo y gas. Un informe de 2018 del Overseas Development Institute, un laboratorio de ideas con sede en el Reino Unido, halló que en 2015 y 2016 Canadá gastó, en porcentaje del PIB, más que cualquier otro país del G7 para apoyar la producción de petróleo y gas.
En 2018, en respuesta a los bajos precios que obtenía el petróleo canadiense, el gobierno federal anunció 1 650 millones de $ en apoyo financiero para el sector del petróleo y el gas: 1 000 millones de $ en préstamos a exportadores de petróleo y gas de Export Development Canada, 500 millones de $ en financiar por "mayor riesgo" empresas de petróleo y gas del Banco de Desarrollo Comercial de Canadá, 50 millones de $ a través del Programa de crecimiento limpio de recursos naturales de Canadá y 100 millones de $ a través del Fondo de Innovación Estratégica de Innovación, Ciencia y Desarrollo Económico de Canadá. El ministro de recursos naturales, Amarjeet Sohi, dijo que este financiación «no es un subsidio para los combustibles fósiles», y agregó que «Estos son préstamos comerciales, disponibles en términos comerciales. Nos hemos comprometido a eliminar gradualmente los subsidios ineficientes a los combustibles fósiles para 2025, y mantenemos ese compromiso». Canadá se ha comprometido a eliminar gradualmente los subsidios a los combustibles fósiles para 2023.
Los gobiernos provinciales canadienses también ofrecen subsidios para el consumo de combustibles fósiles. Por ejemplo, Saskatchewan ofrece una exención del impuesto sobre el combustible para los agricultores y una exención del impuesto sobre las ventas para el gas natural utilizado para calefacción.
Un informe de 2018 del Overseas Development Institute criticó las prácticas de informes y transparencia de Canadá en torno a sus subsidios a los combustibles fósiles. Canadá no publica informes específicos sobre su apoyo fiscal a los combustibles fósiles, y cuando la Oficina del Auditor General de Canadá intentó una auditoría de los subsidios canadienses a los combustibles fósiles en 2017, descubrió que Finance Canada no proporcionó gran parte de los datos que necesitaban. Export Development Canada informa sobre sus transacciones relacionadas con proyectos de combustibles fósiles, pero no proporciona datos sobre cantidades exactas o la etapa de desarrollo del proyecto.

### China
La política energética de China dice que la seguridad energética requiere el subsidio de la producción y el consumo de combustibles fósiles, incluidos el carbón, el petróleo y el gas natural.

### India
En el año fiscal 2021, los subsidios a los combustibles fósiles se han estimado en 9 veces los subsidios a las energías renovables: 552 500 billones de rupias indias para petróleo y gas y 129 760 billones para carbón.

### Irán
Contrariamente a los objetivos del plan de reforma de subsidios, bajo el presidente Rouhani, el volumen de subsidios iraníes otorgados a sus ciudadanos sobre combustibles fósiles aumentó un 42 % en 2019 a más del 15 % del PIB de Irán y el 16 % del total de subsidios energéticos mundiales. Esto ha convertido a Irán en el mayor subvencionador mundial de los precios de la energía. Esta situación está conduciendo a patrones de consumo altamente derrochadores, grandes déficits presupuestarios, distorsiones de precios en toda su economía, contaminación y contrabando muy lucrativo (debido a las diferencias de precios) con países vecinos cada año por parte de elementos rebeldes dentro del gobierno iraní que apoyan el statu quo. En mayo de 2015 el precio de venta al público de la gasolina en Irán era de 8 céntimos de euro. El precio medio sin impuestos en la Unión Europea ese mismo mes era de 57,6 céntimos de euro, y el precio de venta al público (con todos los impuestos), de 147,5 céntimos (1,475 €).

### Libia
Libia tuvo el subsidio más alto por porcentaje del PIB en 2020 con un 17,5 %.

### Rusia
Rusia posee las mayores reservas de gas natural del mundo (27 % del total), las segundas reservas de carbón y las octavas reservas de petróleo. A partir de 2015, Rusia es el tercer país del mundo que más subsidia la energía. Subsidia la electricidad y el gas natural, así como la extracción de petróleo. Aproximadamente el 60% de los subsidios se destinan al gas natural, y el resto se gasta en electricidad (incluido el bajo precio del gas suministrado a las centrales eléctricas). Para la extracción de petróleo, el Estado otorga exenciones de impuestos y reducciones de derechos por un monto de alrededor de 22 000 millones de dólares al año. Algunas de las exenciones y reducciones de impuestos también se aplican a la extracción de gas natural, aunque la mayoría se destina al petróleo. Los grandes subsidios de Rusia son costosos y, para ayudar a su economía, se le recomienda que los reduzca. Sin embargo, su posible eliminación conlleva el riesgo de disturbios sociales, lo que hace que las autoridades rusas se muestren reacias.

### Arabia Saudita
La mayoría de los subsidios a la energía en Arabia Saudita son de naturaleza implícita. Esto se debe al hecho de que los precios internos del petróleo generalmente están por debajo de los precios del mercado mundial pero por encima de los costos de producción nacionales, lo que lleva a la pérdida de ingresos pero no a que estos subsidios implícitos supongan un coste directo. Contrariamente a las estimaciones anteriores, un artículo reciente postula que el subsidio incremental a la electricidad en Arabia Saudita se eliminó como resultado de las reformas de precios de la energía doméstica de 2018.

### Turquía
En el siglo XXI, los subsidios de Turquía a los combustibles fósiles rondan el 0,2 % del PIB,: 29  al menos 14 000 millones de dólares (unos 169 $ per cápita) entre enero de 2020 y septiembre de 2021. Si se incluyen los daños ocasionados por el consumo de esos combustibles, el subsidio en los combustibles para vehículos se estima en unos 400 $ por persona y año, y para todos los combustibles, en unos 1 000 $. Los datos sobre financiación de combustibles fósiles por parte de los bancos estatales y las agencias de crédito a la exportación no son públicos.: 32  El ministro de energía Fatih Dönmez apoyó el carbón y la mayoría de los subsidios son para el carbón, lo que ha ocasionado fuertes críticas de la OCDE. Los pagos por capacidad a las centrales de carbón turcas en 2019 ascendieron a unos 130 millones de $, mientras que los pagos a las centrales de gas natural se estimaron en unos 96 millones de $. En 2020 el impuesto por unidad de energía en la gasolina era mayor que en el gasóleo, a pesar de que el gasóleo, al quemarse en motores, emite muchos más óxidos de nitrógeno y partículas en suspensión, dañinos para los pulmones. Teniendo esto en cuenta se ha propuesto que, para coches urbanos, la gasolina y el gasóleo lleven el mismo impuesto.

### Venezuela
Los subsidios a los combustibles fósiles en Venezuela se han estimado en un 7 % del PIB para 2020. En 2021, el litro de gasolina racionada y subvencionada rondaba los 25 centavos de dólar, mientras que el litro no subvencionado rondaba los 50 centavos.

## Sinsentido de estos subsidios
La persistencia de los subsidios a los combustibles fósiles es completamente absurdaː por un lado, los países gastan miles de millones en fomentar el consumo de estos combustibles; por otro lado, gastan también miles de millones (aunque muchos menos) en luchar contra el cambio climático provocado por este consumo; y finalmente también tienen que pagar miles de millones para reparar los daños causados por el cambio climático (solo en la Unión Europea, 433 000 millones de euros entre 1983 y 2017), cuando además el cambio climático se está acelerando, y la factura de sus destrozos crecerá exponencialmente. Urge por tanto poner fin cuanto antes a estos subsidios.

## Para saber más
- McCulloch, Neil (14 de enero de 2023). Ending Fossil Fuel Subsidies. PRACTICAL ACTION PUBLISHING. ISBN 978-1-78853-204-4.

- Difiglio, Prof. Carmine; Güray, Bora Şekip; Merdan, Ersin (November 2020), «Turkey Energy Outlook», iicec.sabanciuniv.edu (Sabanci University Istanbul International Center for Energy and Climate (IICEC)), ISBN 978-605-70031-9-5.